# Clubul Sportiv Arcada Galați 2015-2016
Questa voce raccoglie le informazioni riguardanti il Clubul Sportiv Arcada Galați nelle competizioni ufficiali della stagione 2015-2016.

## Organigramma societario
Area tecnica
- Allenatore: Marian Apostu
- Allenatore in seconda: Neculai Harabagiu

## Rosa
| N° | Nome               | Ruolo | Data di nascita   | Nazionalità sportiva |
| -- | ------------------ | ----- | ----------------- | -------------------- |
| 2  | George Zahar       | S     | 25 marzo 1994     | Romania              |
| 3  | Victor Sysoev      | S     | 16 settembre 1987 | Russia               |
| 4  | Nemanja Radović    | C     | 26 dicembre 1990  | Serbia               |
| 5  | Silviu-Ioan Suson  | S/O   | 29 aprile 1989    | Romania              |
| 6  | Alexandru Cersemba | C     | 30 agosto 1994    | Romania              |
| 7  | Mihai Dumitrache   | S/O   | 8 aprile 1986     | Romania              |
| 8  | Serban Pascan      | S     | 11 gennaio 1989   | Romania              |
| 9  | Caio Provenzano    | S/O   | 11 marzo 1987     | Brasile              |
| 11 | Filip Despotovski  | P     | 2 luglio 1986     | Macedonia del Nord   |
| 13 | Iván Márquez       | C     | 4 ottobre 1981    | Venezuela            |
| 15 | Liviu Cristudor    | L     | 24 settembre 1987 | Romania              |
| 17 | Marius Pirvu       | L     | 3 febbraio 1982   | Romania              |
| 18 | Daniel Martin      | P     | 20 maggio 1989    | Romania              |